# Monastère Saint-Panteleimon (mont Athos)
Le monastère Saint-Pantéleimon (en grec moderne : Μονή Αγίου Παντελεήμονος, en russe : Монастырь Святого Пантелеимона) ou monastère russe (Ρωσσικόν/Rossikon) est un des vingt monastères orthodoxes de la communauté monastique du mont Athos, dont il occupe la 19e place dans le classement hiérarchique.
Il est situé au centre de la côte ouest de la péninsule, et est dédié à saint Pantéleimon, anargyre et Megalomartyr, fête votive le 27 juillet (9 août).
En 1990, il ne comptait plus que 35 moines contre 1 446 en 1903. Le nombre de moines est remonté en 2006 à environ 50, majoritairement russes.

## Histoire
Le monastère date, pour sa forme actuelle, de 1765.
En 1874, craignant d'être chassés du mont Athos par les ottomans, alors que la guerre russo-turque de 1877-1878 menaçait, des moines de ce monastère créèrent un nouveau couvent au Nouvel Athos en Abkhazie.
Saint Silouane l'Athonite y a vécu de 1892 à sa mort, le 24 septembre 1938.
Le 9 septembre 2005, le monastère a reçu la visite du président russe Vladimir Poutine. C'était, au calendrier julien, la vigile de la synaxe de tous les saints moines des Grottes de Kiev, le premier monastère russe fondé à partir de 1051 par des moines athonites.